# Hogtie
Der aus dem Englischen stammende Begriff Hogtie [ˈhɒgtaɪ] bezeichnet wortgemäß die Fesselung eines Nutztiers, insbesondere des Schweins (engl. hog), das durch das Zusammenbinden (engl. to tie) aller Beine an der Flucht gehindert wird. Im übertragenen Sinne bezeichnet es heute oft die Fesselung einer Person, um das Leisten von Gegenwehr oder eine Flucht zu verhindern, ohne diesen ernste Verletzungen zuzufügen. Zur Anwendung kommen hierbei in klassischer Ausführung Seile, später Ketten mit massiven Verschlussschellen und gegenwärtig Hand- und Fußschellen mit entsprechender Verbindungskette.
Das Wort kann auch mit ‚Krummfesselung‘ näherungsweise übersetzt werden, gebräuchlicher neben dem englischen Wort sind die Begriffe Krummschließen oder Stillstellung, seltener wird es auch als Ruhigstellungsfessel bezeichnet.

## Praktische Durchführung
Die gefesselte Person liegt zunächst flach auf dem Bauch, Hand- und Fußgelenke sind jeweils eng aneinander gefesselt (die Hände hinter dem Rücken), mit einem weiteren Seil oder einer Kette werden die Hand- und Fußfesseln hinter ihrem Rücken miteinander verbunden, so dass die Knie orthogonal bis spitz angewinkelt sind und die Fußspitzen nach oben zeigen, der Körper hierbei ein U bzw. ein Dreieck beschreibt. In der Praxis werden gegenwärtig, sofern keine speziellen engen Fußschellen verfügbar sind, meist zuerst die Hände mit üblichen Handschellen gefesselt, dann ein paar ebenso übliche Fußfesseln in der Weise angelegt, dass deren längere Verbindungskette hinter der kurzen Verbindungskette der Handschellen herumgeführt wird und zuletzt die beiden einzelnen Fußschellen z. B. mit einem Vorhängeschloss eng zusammengeschlossen werden. Die Sicherung kann noch verstärkt werden, wenn zusätzlich die Kniegelenke eng zusammengebunden werden, etwa mit einem Riemen.
Diese Art der Fesselung hat einen weitreichenden Effekt: Die gefesselte Person ist praktisch bewegungsunfähig und kann sich weder vom Ort entfernen noch irgendeine Form von Gegenwehr oder Widerstand leisten.

## Anwendungsbereiche
Diese Methode der Fesselung findet gegenwärtig häufig im Rahmen des Strafvollzugs Anwendung, wobei sich unfriedlich verhaltende Gefangene mit vergleichsweise geringem Aufwand vorübergehend ruhiggestellt werden. Das wird gegenwärtig u. a. im Strafvollzug der USA sowie auch bei manchen dortigen Polizeibehörden (siehe unten) in dieser Weise praktiziert. Hier ist auch der Begriff Hobble gebräuchlich, abgeleitet von den Fußfesseln von Pferden. Zu diesem Zweck ist auf dem US-Markt eine spezielle Fußfessel erhältlich (CTS-Thompson Model 9108 XOS Hobble), die ergänzend zu den Handschellen verwendet werden kann. Diese Art der Fesselung wird von den Bediensteten mitunter auch euphemistisch als „Shakira“ bezeichnet, da körperliche Regungen der auf diese Weise gefesselten Gefangenen im Wesentlichen auf Hüftbewegungen beschränkt sind und somit an die populäre Sängerin erinnern. Teilweise wird eine solche Fesselung ohne Unterbrechung über Zeiträume bis zu 48 Stunden aufrechterhalten.

### Behörden
In der polizeilichen Praxis mancher Staaten wird diese Methode zum Transport gewaltbereiter Personen eingesetzt oder um bei der Festnahme mehrerer Personen die ersten an der Flucht zu hindern. Sie ist umstritten, da Todesfälle durch Asphyxie (Atemstillstand) bekannt geworden sind. Durch die typische Bauchlage wird die Atmung der auf diese Weise gefesselten Person insbesondere im Falle von erhöhtem Körpergewicht durch das Hineinpressen des Fettgewebes in den Bauchraum und darauf folgende Quetschung der Lunge stark behindert, was bei entsprechend übergewichtigen Personen oder nach hoher körperlicher Anstrengung beispielsweise durch vorausgegangene Flucht Atemnot auslösen und sogar zum Tode führen kann.

### BDSM

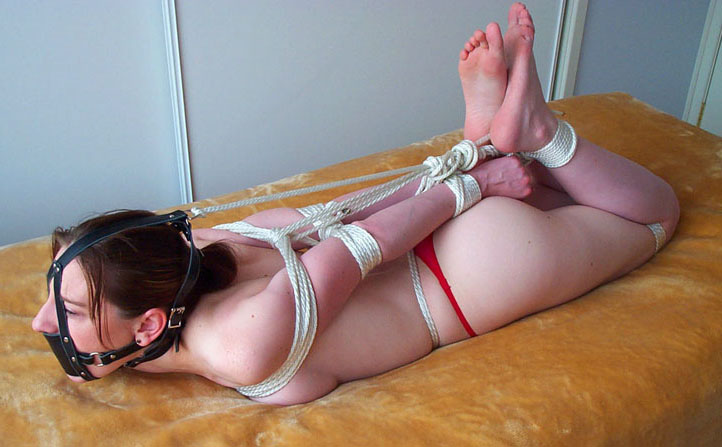
Hogtie

Hogtie-Fesselungen von Personen werden ebenfalls im Bereich BDSM (Bondage & Discipline, Dominance & Submission, Sadism & Masochism) als eine Variante von Bondage durchgeführt. Im Zusammenhang mit der erotischen Fesselung aus dem Bereich des BDSM werden jeweils die Hand- und Fußgelenke des passiven Partners (Bottom) hinter dem Rücken aneinander gefesselt und über ein Seil oder eine Kette verbunden. Für die Fesselung der Hand- und Fußgelenke können Seile oder Hand- und Fußschellen zum Einsatz kommen. Die Verbindung zwischen Hand- und Fußgelenken des Bottoms kann in der Länge variiert werden. Bei intensiveren Formen sind die Handgelenke direkt an die Knöchel gebunden, wodurch der Oberkörper angehoben wird. Mit zusätzlicher Verwendung eines Kopfharness kann durch eine Verbindung von diesem zu den Extremitäten der Kopf des Bottoms zusätzlich fixiert werden. Eine weitere Einschränkung der Bewegungsfreiheit ist durch die zusätzliche Fesselung von Zehen, Knien und/oder Ellenbogen möglich. Meist liegt der Bottom dabei auf dem Bauch, andere Varianten bis hin zur Hängebondage sind möglich.
Diese Fesselung erlaubt dem aktiven Partner die Manipulation der erogenen Zonen, kann als „Strafe“ in einem Erziehungsspiel eingesetzt werden und kann dem Bottom bei entsprechender Veranlagung ein Gefühl der Sicherheit und Ruhe, aber auch der Demütigung verleihen.
Beim Hogtie können ein Einschneiden der Fesselung in die Gelenke und gesundheitliche Probleme, vor allem der Atmung und der Wirbelsäule, auftreten. Für entsprechende Aktivitäten sind Sicherheitsvorkehrungen üblich (vgl. SSC).